# Martin Pfeifer (Germanist)
Martin Pfeifer (* 4. März 1928 in Greiz; † 12. Februar 1994) war ein deutscher Germanist und Literaturwissenschaftler. Bekannt wurde er als Hesse-Biograph.

## Leben und Werk
Martin Pfeifer stammte aus dem thüringischen Vogtland, studierte an der Friedrich-Schiller-Universität Jena Germanistik und promovierte dort 1952 zum Dr. phil. Er verließ die DDR und war als Studienassessor im Höheren Schuldienst tätig. Einer seiner Wirkungsorte war Mittelbuchen. Er beschäftigte sich mit Deutscher Sprache und Literatur, sein Veröffentlichungsschwerpunkt war Hermann Hesse. 1990 wurde ihm die Hermann-Hesse-Medaille der Stadt Calw verliehen.

## Schriften (Auswahl)
- Bibliographie der im Gebiet der DDR seit 1945 erschienenen Schriften von und über Hermann Hesse. Selbstverlag, Zwickau-Planitz 1952.
- Hermann Hesses Kritik am Bürgertum . Jena 1952.
- Erläuterungen zu Franz Grillparzers Trauerspiel Ein Bruderzwist in Habsburg. Hollfeld 1963.
- Erläuterungen zu Hermann Hesses Erzählung Narziss und Goldmund. Hollfeld 1964.
- Hermann-Hesse-Bibliographie : Primär- und Sekundärschrifttum in Auswahl. Berlin 1973.
- Erläuterungen zu Franz Kafkas Der Prozeß. Hollfeld 1975.
- Hesse-Kommentar zu sämtlichen Werken. München 1980.